# Percy Howard Newby
Percy Howard „P. H.“ Newby CBE (* 25. Juni 1918 in Crowborough, Wealden, East Sussex, England; † 6. September 1997 in Garsington, Oxfordshire) war ein britischer Direktor der British Broadcasting Corporation (BBC) und Schriftsteller, der 1969 für seinen Roman Something to Answer For den ersten Booker Prize erhielt.

## Leben

### Berufliche Laufbahn und Aufstieg zum BBC-Direktor
Der Sohn eines Bäckers wuchs in einem Haus auf, das früher dem Arzt und Schriftsteller Arthur Conan Doyle gehörte. Nach dem Besuch der Hanley Castle Grammar School in Worcestershire beabsichtigte er eigentlich ein Studium, konnte  jedoch die Studiengebühren nicht aufbringen. Stattdessen besuchte er das St Paul's College in Cheltenham und war anschließend für kurze Zeit als Lehrer tätig.
1939 wurde er zum Militärdienst eingezogen und diente zunächst als Soldat des Royal Army Medical Corps (RAMC) bei der British Expeditionary Force (BEF) in Frankreich. Im Anschluss leistete er Dienst als Krankenpfleger im Range eines Korporals bei der 8. Armee in Ägypten bis zur zweiten Schlacht von El Alamein im Oktober und November 1942.
Danach wurde er von der Armee als Lecturer für englische Literatur an die Fuad-I.-Universität in Kairo abgeordnet und unterrichtete an dieser bis 1946. Im Anschluss war er einige Jahre als freier Mitarbeiter tätig. Seine Erfahrungen in Ägypten, seine Beziehungen zu Fremden und Studenten während dieser Zeit war für ihn bis zu seinem Tode prägend. 
Danach war er annähernd dreißig Jahre lang Mitarbeiter des BBC und war dort zunächst Experte, Erzähler und Redakteur für Kurzgeschichten in der Abteilung für Radiointerviews. Daneben war er später auch Moderator der Radiosendungen First Reading und Literary Opinion, die sich mit literarischen Neuerscheinungen und deren Autoren befassten, und dann von 1958 bis 1971 Kontrolleur des Dritten Programms (Third Programme bzw. seit 1969 Radio Three), ehe er zwischen 1971 und 1975 Programmdirektor des Radios der BBC war. In dieser Funktion wurde er für seine Verdienste zum Commander of the British Empire (CBE) ernannt. Zuletzt war er von 1975 bis 1978 geschäftsführender Direktor von BBC Radio.
Nach seinem Ausscheiden aus dem BBC war er von 1978 bis 1984 Vorsitzender der English Stage Company, die ihren Sitz im Royal Court Theatre hat.

### Schriftstellerische Tätigkeiten
P. H. Newby gehörte neben Charles Percy Snow, Wallace Stevens und Roy Fuller zu den wenigen englischsprachigen Schriftstellern, die neben einer hochrangigen Beschäftigung im öffentlichen Dienst eine erfolgreiche Karriere als Schriftsteller führten und andererseits diese beiden Tätigkeiten strikt trennten.
In den mehr als fünfzig Jahren seit 1945 veröffentlichte er 20 Romane, ein Buch mit Kurzgeschichten, zwei kurze Romane für Kinder, literaturkritische Arbeiten (wie sein Pamphlet The Novel, 1945-50 (1951) sowie seine Kritiken in The Listener Ende der 1940er Jahre) sowie drei Bücher über die Geschichte des Mittleren und Nahen Ostens. Einige seiner Romane und Novellen wurden von der Kritik gewürdigt und ausgezeichnet.
Seine beiden ersten Romane Journey to the Interior (1945) und Agents and Witnesses (1947) basierten bereits teilweise auf diesen Erfahrungen, obwohl beide einen imaginären Schauplatz haben: das Sultanat Rasuka im ersten und eine Insel im Mittelmeer im zweiten Buch. Beides waren interessante und fachkundige Bücher, die Newby rasch den Ruf eines Romanciers gaben. Für seinen Debütroman wurde er 1946 mit dem Atlantic Award und für Agents and Witnesses 1948 mit dem erst ein Jahr zuvor gestifteten Somerset Maugham Award ausgezeichnet.
Allerdings dauerte es noch bis zu seinem neunten Roman The Picnic at Sakkara (1955), dass er seine eigenen Erfahrungen in Ägypten vollends in den Mittelpunkt stellte und damit seine erfolgreichste und einprägsamste Leistung erzielte. In diesem Roman ist Edward Perry, ein Lecturer an der Fakultät für Künste in Gizeh ein zwar anständiger, aber unbedarfter Mann, der ohne zu Wissen wie in die Umgebung eines seiner Studenten, Muawiya Khaslat, gezogen wird. Dieser bewundert Perry mit einer beschämenden Hingabe einerseits, wird aber andererseits zur gleichen Zeit als Agent der Muslimbrüder mit der Ermordung Perrys beauftragt. Tragödie und Farce bilden ein verschlungenes Menuett. Delikat und komisch mit einem hypnotischen Charme schrieb er diesen wundervollen Roman, der in Ägypten zur Zeit der Herrschaft von König Faruq spielt.
1969 erhielt er für seinen 1968 erschienenen Roman Something To Answer For erhielt er den ersten Booker Prize, der ihm erneut Aufmerksamkeit verlieh, obwohl der Preis nicht wie heute ein großes Medienereignis ist und lediglich zu einigen hundert Mehrexemplaren führte.
Zu seinen späteren erfolgreicheren Romanen gehört insbesondere Feelings Have Changed (1981), in dem er seine Erfahrungen bei der BBC verarbeitete. Das nach seinem Eintritt in den Ruhestand verfasste Buch enthält neben Porträts von Louis MacNeice und Laurence Gilliam, der bis zu seinem Tod 1964 die BBC-Abteilung für Radio-Features leitete, auch eine Darstellung der Rundfunkpolitik in Form einer feinsinnigen Analyse der Schwierigkeiten einer großen kulturellen Organisation.
Zuletzt hatte er allerdings Schwierigkeiten mit der Veröffentlichung seines letzten Romans Something About Women (1995), der zunächst von einigen Verlagen abgelehnt wurde, zumal er selbst in den Jahren zuvor nur wenige Bücher verfasst hatte. Anthony Thwaite, ein Schriftsteller, Literaturkritiker der Tageszeitung The Independent und ehemalige Mitarbeiter Newbys bei der BBC, beschrieb das Buch wie folgt:
„Something About Women ist ein trockener, leichter, gedankenverlorener, herrlicher Roman über Neigungen, Liebe, Unschuld, Erfahrungen. Newbys Agent legte es Verlagen vor, da Newby selbst müde und krank war notwendiges Redigieren vorzunehmen; tatsächlich erforderte diese Buch dies aber nicht, und auch die Gespräche am Telefon und die notwendige Korrespondenz waren einfach, solide und leicht wie zuvor. Die Veröffentlichung des Buchs 1995 war allerdings nicht spektakulär und trotz einiger herzlicher und intelligenter Rezensionen verkaufte es sich nicht. Dies enttäuschte mich.“ („Something About Women is a wry, gentle, bemused, delightful novel, about affection, love, innocence, experience. By the time Newby's literary agent submitted it, Newby was tired and ill, not eager for face-to-face "hands- on" editing; but in fact the book required none of this, and our talks on the telephone and our correspondence were easy, firm and gentle as ever. The book's publication in 1995 was not spectacular: it had some warm and intelligent reviews, but it did not sell. This disappointed me.“)

## Schriften
Zu P. H. Newbys weiteren Veröffentlichungen gehören folgende Romane:
- Mariner Dances (1948)
- The Loot Runners (1949)
- The Snow Pasture (1949)
- The Young May Moon (1950)
- A Season in England (1951)
- A Step to Silence (1952)
- The Retreat (1953)
- Revolution and Roses (1957)
- Ten Miles From Anywhere (1958)
- A Guest and His Going (1960)
- The Barbary Light (1962)
- One of the Founders (1965)
- Spirit of Jem (1967)
- A Lot to Ask (1973)
- Kith (1977)
- Feelings Have Changed (1981)
- Leaning in the Wind (1986)
- Coming in with the Tide (1991)

Zu den sonstigen Werken gehören Maria Edgeworth (1950), The Uses of Broadcasting (1978), The Egypt Story (1979), Warrior Pharaohs (1980) sowie Saladin in His Time (1983).
in deutscher Sprache
- Ägypten : Kunst, Geschichte, Land und Leute, Luzern 1979, ISBN 3-7243-0167-7